# فهرست خدایان رومی
فهرست خدایان رومی (انگلیسی: List of Roman deities) خدایان رومی که امروزه بیشتر شناخته می‌شوند، خدایانی هستند که آنها با همتایان یونانی خود شناخته می‌شوند، این خدایان حاصل اسطوره‌شناسی یونانی، هنر در یونان باستان و گاهی اعمال مذهبی دین یونان باستان، و نفوذ به فرهنگ روم باستان، از جمله ادبیات لاتین، هنر رومی، و زندگی مذهبی در سراسر امپراتوری روم هستند.
فهرست خدایان برپایه الفبا:
A